# Турбаза «Юность»
Турба́за «Ю́ность» — посёлок в Майминском муниципальном районе Республики Алтай России, входит в состав Соузгинского сельского поселения.

## География
Посёлок расположен на берегу реки Катунь, на расстоянии 21 км к юго-западу от села Майма, административного центра района.

## Население
| 2008 | 2009 | 2010 | 2011 | 2012 | 2013 | 2014 |
| ---- | ---- | ---- | ---- | ---- | ---- | ---- |
| 40   | ↗44  | ↗45  | →45  | →45  | ↗51  | →51  |
| 2015 | 2016 |      |      |      |      |      |
| ↗57  | ↘52  |      |      |      |      |      |

## Улицы
| - ул. Алтайская, - ул. Весёлая, - ул. Горная, | - ул. Катунская, - ул. Соузгинская, - ул. Туристическая, | - ул. Цветочная, - ул. Чуйская, - ул. Шишкова. |